# Stuttgarti Stadtbahn
Stuttgarti Stadtbahn (német nyelven: Stadtbahn Stuttgart) Németország Stuttgart városában található Stadtbahn hálózat. Összesen 17 + 2 vonalból áll, a hálózat teljes hossza 131 km. Jelenlegi üzemeltetője a Stuttgarter Straßenbahnen.
A vágányok 1435 mm-es nyomtávolságúak, az áramellátás felsővezetékről történik, a feszültség 750 V egyenáram. 
A forgalom 1985-ben indult el.

## Képgaléria

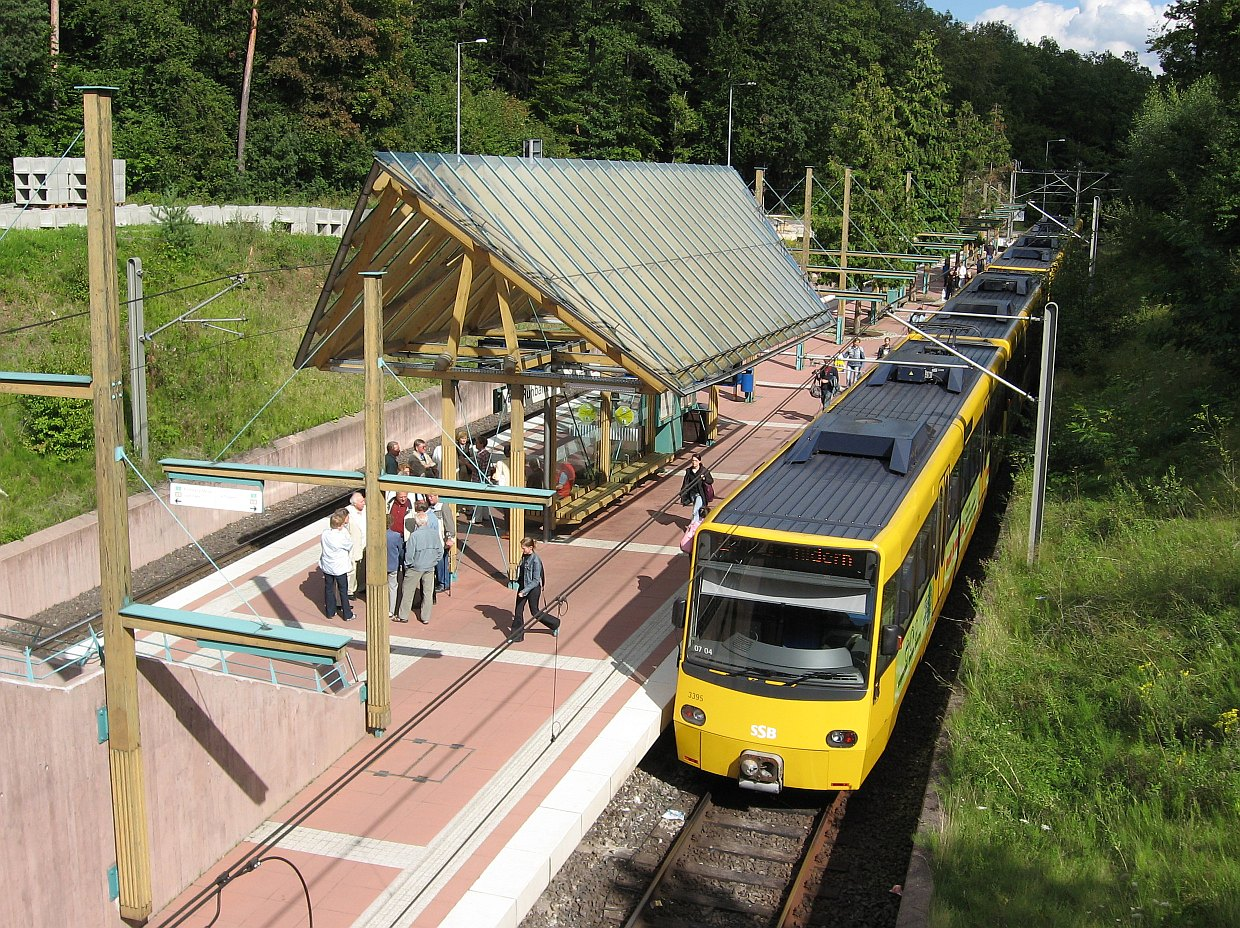
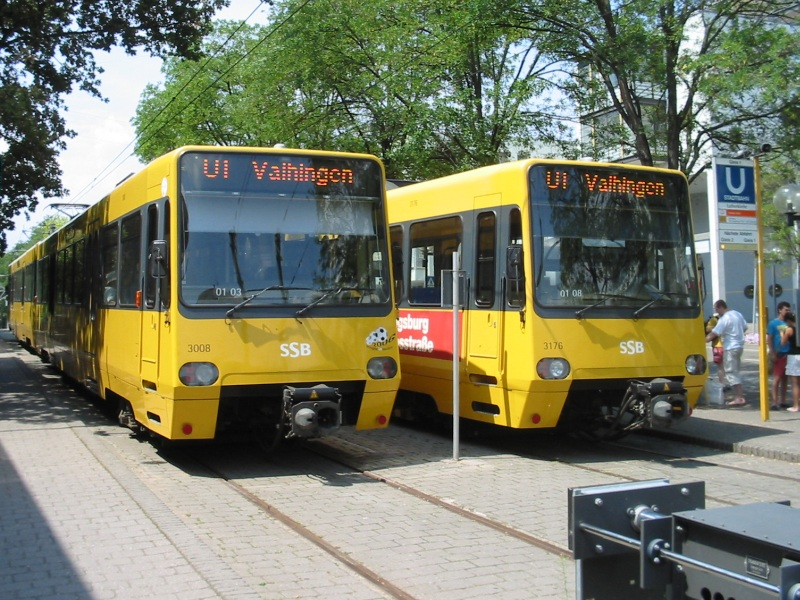
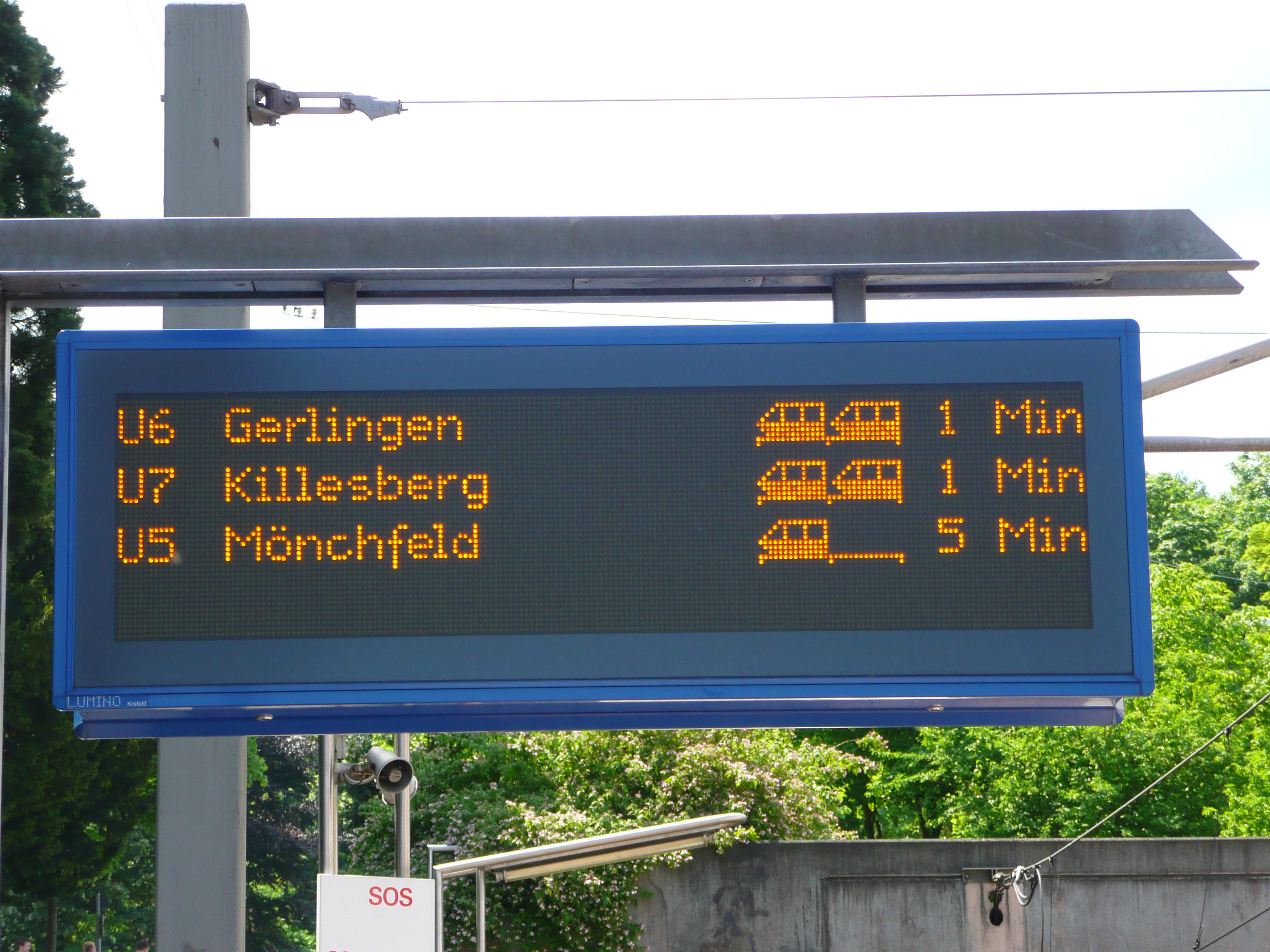

## Útvonalak
| Járat | Útvonal (1435 mm-es nyomtávolság)                                                                                                | Állomások száma (ebből alagútban) | Vonalhossz (ebből alagútban)    | Menetidő (kb.)  |
| ----- | --- | --------------------------------- | ------------------------------- | --------------- |
| U1    | Fellbach Lutherkirche – Bad Cannstatt – Mineralbäder – Stöckach – Charlottenplatz – Marienplatz – Heslach – Vaihingen            | 31 (6)                            | 17,3 km (3,6 km)                | 41 perc         |
| U2    | Neugereut – Bad Cannstatt – Mineralbäder – Stöckach – Charlottenplatz – Rotebühlplatz – Vogelsang – Botnang                      | 28 (5)                            | 14,2 km (4,6 km)                | 36 perc         |
| U3    | Plieningen – Möhringen – Vaihingen                                                                                               | 11 (0)                            | 8,0 km (0,0 km)                 | 13 perc         |
| U4    | Untertürkheim – Wangen – Ostheim – Stöckach – Charlottenplatz – Rotebühlplatz – Hölderlinplatz                                   | 22 (5)                            | 9,5 km (2,9 km)                 | 25 perc         |
| U5    | Killesberg – Hauptbahnhof – Charlottenplatz – Degerloch – Möhringen – Leinfelden                                                 | 22 (6)                            | 15,4 km (5,8 km)                | 29 perc         |
| U6    | Gerlingen – Giebel – Weilimdorf – Feuerbach – Pragsattel – Hauptbahnhof – Charlottenplatz – Degerloch – Möhringen – Fasanenhof   | 40 (8)                            | 26,2 km (9,6 km)                | 52 perc         |
| U7    | Mönchfeld – Zuffenhausen – Pragsattel – Hauptbahnhof – Charlottenplatz – Ruhbank/Fernsehturm – Heumaden – Ostfildern             | 36 (7)                            | 24,5 km (7,7 km)                | 50 perc         |
| U8    | Vaihingen – Möhringen – Degerloch – Ruhbank/Fernsehturm – Heumaden – Ostfildern                                                  | 26 (4)                            | 18,4 km (4,5 km)                | 33 min          |
| U9    | Hedelfingen – Wangen – Raitelsberg – Stöckach – Charlottenplatz – Marienplatz – Heslach                                          | 23 (6)                            | 12,3 km (3,6 km)                | 30 perc         |
| U11   | Hauptbahnhof – Rotebühlplatz – Charlottenplatz – Stöckach – Mineralbäder (– Cannstatter Wasen) – Neckarpark (Stadion)            | 12/13 (6)                         | 7,6 km (3,6 km)                 | 17 perc         |
| U12   | Remseck – Mühlhausen – Hallschlag – Löwentor – Nordbahnhof – Hauptbahnhof – Charlottenplatz – Degerloch – Möhringen – Dürrlewang | 36 (5)                            | 25,2 km (6,2 km)                | 50 perc         |
| U13   | Feuerbach – Pragsattel – Löwentor – Bad Cannstatt – Untertürkheim – Wangen – Hedelfingen                                         | 23 (2)                            | 13,5 km (2,3 km)                | 32 perc         |
| U14   | Mühlhausen – Hofen – Münster – Wilhelma – Mineralbäder – Stöckach – Charlottenplatz – Rotebühlplatz – Hauptbahnhof               | 25 (7)                            | 13,1 km (4,0 km)                | 32 perc         |
| U15   | Stammheim – Zuffenhausen – Pragsattel – Hauptbahnhof – Charlottenplatz – Eugensplatz – Ruhbank/Fernsehturm (– Heumaden)          | 27/32 (5/6)                       | 14,6 km/18,0 km (3,7 km/4,7 km) | 37 perc/45 perc |
| U16   | Giebel – Feuerbach – Pragsattel – Löwentor – Bad Cannstatt – Fellbach Lutherkirche                                               | 28 (3)                            | 15,8 km (3,2 km)                | 38 perc         |
| U19   | Neugereut – Bad Cannstatt – Neckarpark (Stadion)                                                                                 | 09 (0)                            | 6,0 km (1,0 km)                 | 20 perc         |
| U25   | (Möhringen Bf –) Degerloch Albstraße – Hauptbahnhof – Killesberg                                                                 | 12 (6)                            | 8,7 km (5,3 km)                 | 17 perc         |
| U29   | (Botnang –) Vogelsang – Hauptbahnhof                                                                                             | 7/13 (2/2)                        | 3,1 km/5,7 km (0,9 km/1,6 km)   | 7 perc/14 perc  |
| U34   | Südheimer Platz – Rotebühlplatz – Vogelsang                                                                                      | 11 (3)                            | 5,9 km (2,2 km)                 | 15 perc         |